# 聖伯納度斯酒廠
聖伯納度斯酒廠（St. Bernardus）是比利時波珀灵厄瓦陶的一間酒廠。

## 歷史
19世紀晚期，法國的反基督教勢力迫使卡茨贝赫修道院搬到位於比利時佛兰德西部的城镇瓦图。由聖聖伯納度斯(The Refuge Notre Dame de St.Bernard)創立，原先為製造乳酪的工廠，以資助修道院的活動。1934年，修道院決定結束在當地的活動並回到法國，乳酪工廠則交由 Evarist Deconinck 接手。
1945年，聖西思篤修道院(St. Sixtus)決定停止對外販賣啤酒，院內釀造的啤酒將供修道院內部飲用，不過修道院將啤酒權利交由乳酪工廠製造，因此聖伯納度斯酒廠開始設立。原 Westvleteren 啤酒的專家， Mathieu Szafranski (來自波蘭) 成為聖伯納度斯酒廠的合作夥伴，並將啤酒的秘方以及製造方法和酵母菌都帶到聖伯納度斯酒廠。1992年，雙方的合約終止，由於 Trappist Monasteries 修道院協會決定修道院啤酒只能在修道院以內製造。1992年後，聖伯納度斯酒廠創立了自己的品牌，亦即聖伯納度斯(St Bernardus)系列。
由於聖伯納度斯酒廠與聖西思篤修道院所出產的Westvleteren 啤酒高度關聯性，因此在該地區也相當搶手。

## 啤酒產品
聖伯納度斯酒廠共有以下七種啤酒產品：

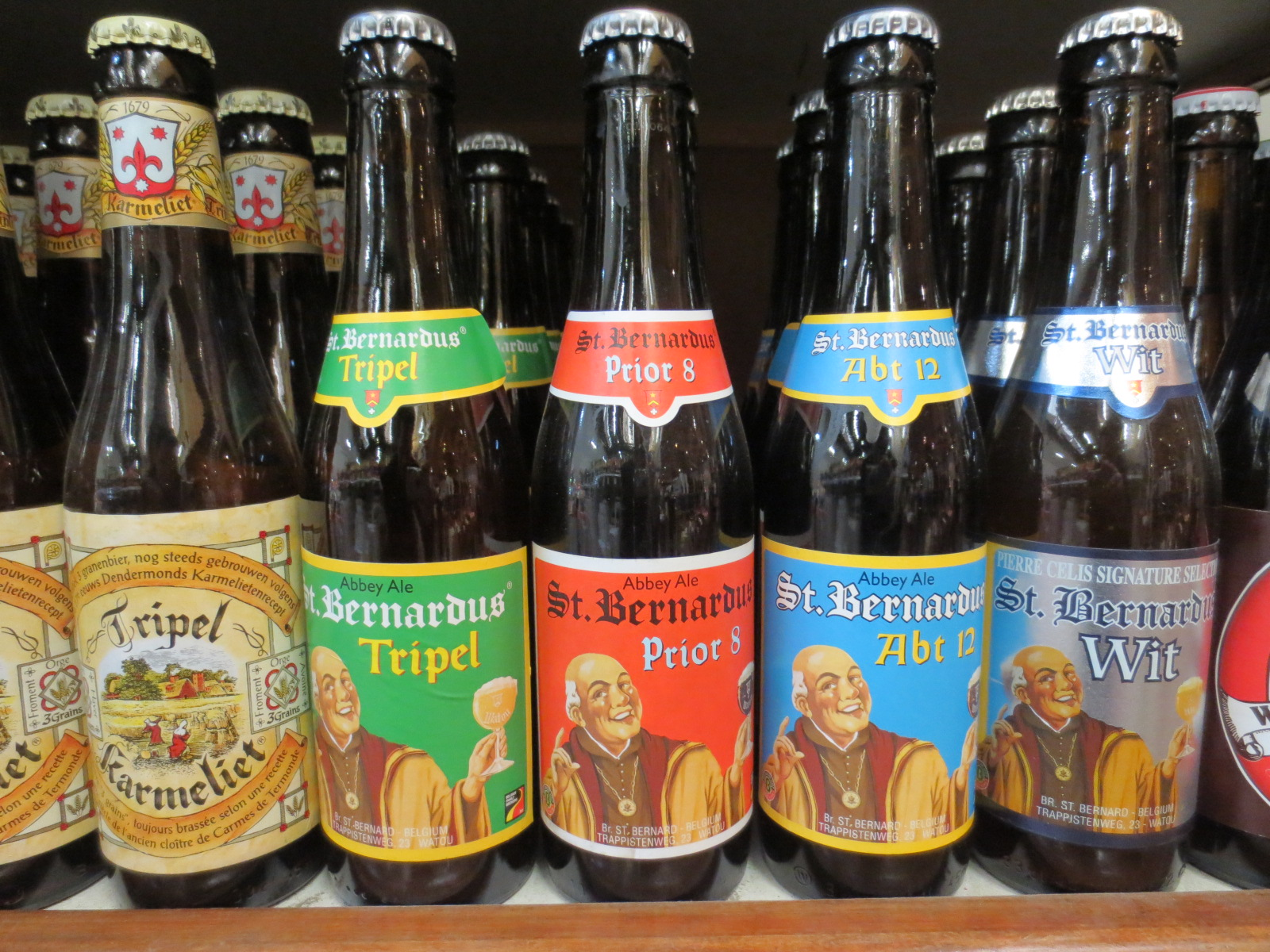
St.Bernardus beer

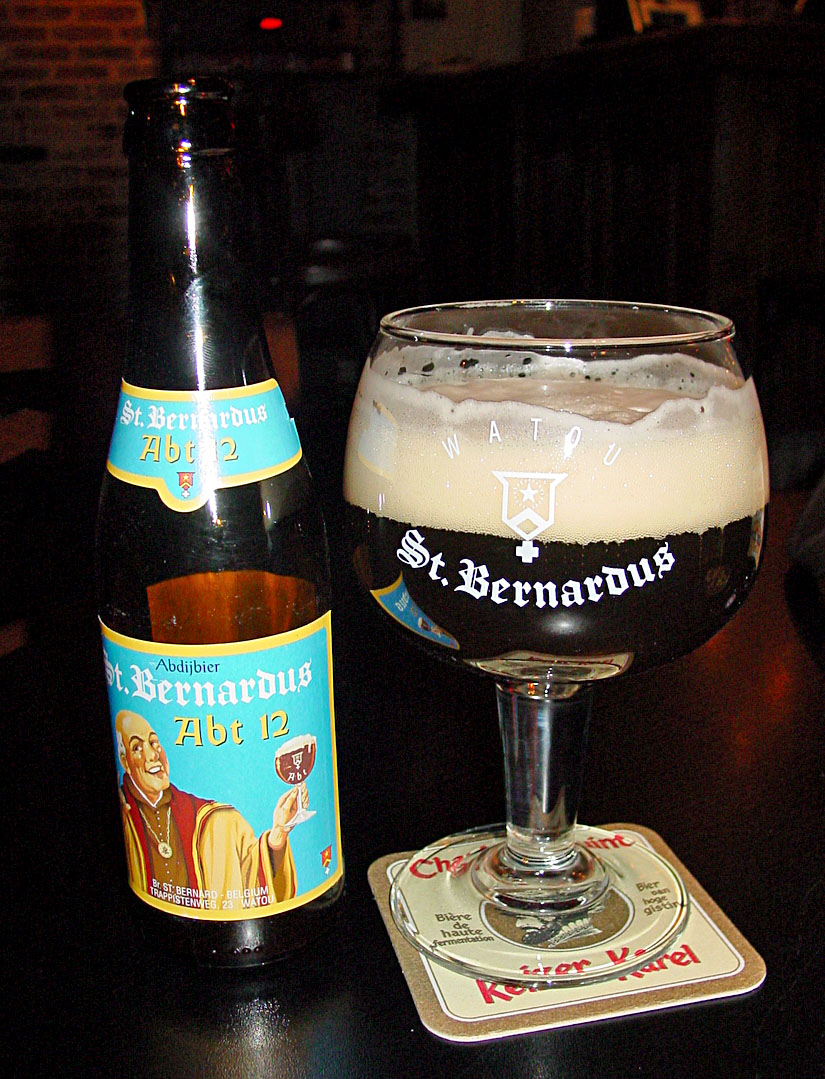
St. Bernardus Abt 12

- St. Bernardus Tripel (8% ABV)
- St. Bernardus Extra 4 (4.8% ABV)
- St. Bernardus Pater 6 (6.7% ABV)
- St. Bernardus Prior 8 (8% ABV)
- St. Bernardus Abt 12 (10.0% ABV)
- St. Bernardus Witbier (5.5% ABV) 此款啤酒與知名的釀酒師皮耶·塞利斯合作生產。
- Watou Tripel - Belgian Tripel (7.5% ABV)
- St. Bernardus Christmas Ale (10% ABV); 為冬天的限定產品[2]

過去產品:
- Grottenbier - Belgian Dark Ale (6.5% ABV); 這款啤酒的名稱意思為「洞穴啤酒」，因為這款啤酒存放於洞穴兩個月釀造。(於2001年到2014年間銷售，目前在Brewery Kazematten 酒廠以「Grotten Santé」為名銷售)[3]

## 外部連結
- 聖伯納度斯酒廠官方網站(英語) （页面存档备份，存于）
- Brouwerij St. Bernardus （页面存档备份，存于） （英文） 聖伯納度斯酒廠於BeerTourism.com網站的詳細資料